# Tafeltennis op de Paralympische Zomerspelen 1980
De VIe Paralympische Spelen werden in 1980 gehouden in Arnhem en Veenendaal, Nederland. Tafeltennis was een van de 13 sporten die beoefend werden tijdens deze spelen.

## Evenementen
In totaal waren er 33 onderdelen op de Paralympics in 1980 bij het tafeltennis; tweeëntwintig voor mannen en elf voor vrouwen
Mannen, individueel
- Klasse 1A
- Klasse 1B
- Klasse 1C
- Klasse 2
- Klasse 3
- Klasse 4
- Klasse C
- Klasse C1
- Klasse D
- Klasse E
- Klasse F
- Klasse J

Mannen, dubbel
- Klasse 1A
- Klasse 1B
- Klasse 1C
- Klasse 2
- Klasse 3
- Klasse 4
- Klasse C
- Klasse D
- Klasse E
- Klasse F

Vrouwen, individueel
- Klasse 1A
- Klasse 1B
- Klasse 1C
- Klasse 2
- Klasse 3
- Klasse 4
- Klasse C

Vrouwen, dubbel
- Klasse 1B
- Klasse 2
- Klasse 3
- Klasse 4

## Mannen

### Dubbel
| Rank | Land        |
| ---- | ----------- |
| 1    | Zwitserland |
| 2    | Finland     |
| 3    | Noorwegen   |

| Rank | Land                |
| ---- | ------------------- |
| 1    | Verenigd Koninkrijk |
| 2    | Oostenrijk          |
| 3    | Verenigde Staten    |

| Rank | Land           |
| ---- | -------------- |
| 1    | West-Duitsland |
| 2    | Zuid-Korea     |
| 3    | Nederland      |

| Rank | Land       |
| ---- | ---------- |
| 1    | Duitsland  |
| 2    | Oostenrijk |
| 3    | Frankrijk  |

| Rank | Land           |
| ---- | -------------- |
| 1    | West-Duitsland |
| 2    | Zwitserland    |
| 3    | Frankrijk      |

| Rank | Land             |
| ---- | ---------------- |
| 1    | Nederland        |
| 2    | Verenigde Staten |
| 3    | Frankrijk        |

| Rank | Land           |
| ---- | -------------- |
| 1    | Nederland      |
| 2    | West-Duitsland |
| 3    | Hongkong       |

| Rank | Land      |
| ---- | --------- |
| 1    | Frankrijk |
| 2    | Nederland |
| 3    | België    |

| Rank | Land           |
| ---- | -------------- |
| 1    | Joegoslavië    |
| 2    | Zweden         |
| 3    | West-Duitsland |

| Rank | Land           |
| ---- | -------------- |
| 1    | West-Duitsland |
| 2    | Zweden         |
| 3    | Nederland      |

### Individueel
| Klasse    | land | Goud                   | land | Zilver                 | land | Brons                |
| --------- | ---- | ---------------------- | ---- | ---------------------- | ---- | -------------------- |
| Klasse 1A | SUI  | Hans Rosenast          | SUI  | Rolf Zumkehr           | FIN  | Matti Launonen       |
| Klasse 1B | GBR  | T. Taylor              | AUT  | G. Frank               | FRG  | Bruno Hassler        |
| Klasse 1C | FRG  | Manfred Emmel          | FRG  | B. Boerstler           | FRA  | Daniel Jeannin       |
| Klasse 2  | AUT  | Franz Mandl            | KOR  | Tae Am Choi            | USA  | Gary Kerr            |
| Klasse 3  | KOR  | Dong Sik Chou          | AUT  | Engelbert Rangger      | NED  | R. Brand             |
| Klasse 4  | USA  | Michael Dempsey        | NED  | G. Uyt de Boogaardt    | NED  | A. van den Leur      |
| Klasse C  | FRG  | Manfred Knabe          | NED  | E. Baas                | FRG  | H. J. Hoppe          |
| Klasse C1 | USA  | M. Stephens            | EGY  | Salem Mohamed El Zeini | EGY  | Ahmed Mohamed Salama |
| Klasse D  | FRG  | P. Kroll               | FRA  | P. Chassagne           | CAN  | G. Chrak             |
| Klasse E  | YUG  | Svetislav Dimitrijevic | YUG  | Franc Simunic          | FRG  | H. Lieven            |
| Klasse F  | FRG  | K. Kelzenberg          | SWE  | E. Larsson             | FRG  | L. Mauelshagen       |
| Klasse J  | FRG  | G. Majer               | NED  | T. Suters              | NED  | J. Berings           |

## Vrouwen

### Dubbel
| Rank | Land      |
| ---- | --------- |
| 1    | Noorwegen |
| 2    | Ierland   |

| Rank | Land                |
| ---- | ------------------- |
| 1    | Oostenrijk          |
| 2    | Verenigd Koninkrijk |
| 3    | Ierland             |

| Rank | Land        |
| ---- | ----------- |
| 1    | Zwitserland |
| 2    | Frankrijk   |
| 2    | Jamaica     |

| Rank | Land                |
| ---- | ------------------- |
| 1    | Nederland           |
| 2    | Verenigd Koninkrijk |
| 3    | Zweden              |

### Individueel
| Klasse    | land | Goud               | land | Zilver         | land | Brons            |
| --------- | ---- | ------------------ | ---- | -------------- | ---- | ---------------- |
| Klasse 1A | IRL  | J.Toomey           | ZIM  | Sandra James   | MEX  | Josefina Cornejo |
| Klasse 1B | GBR  | Jane Blackburn     | NOR  | M. Lijsen      | ITA  | Rosa Sicari      |
| Klasse 2  | SUI  | Elisabeth Bisquolm | AUT  | Rosa Schweizer | FRG  | Ruth Lamsbach    |
| Klasse 3  | SUI  | Verena Chiari      | GBR  | J. Swann       | FRA  | R. Andre         |
| Klasse 4  | NED  | I. Schmidt         | SWE  | L. Karlsson    | NED  | G. Becker        |
| Klasse C  | GBR  | A. Smith           | SWE  | G. Bosrup      | FRA  | N. Kabous        |

Atletiek · Basketbal · Boogschieten · Dartchery · Gewichtheffen · Goalball · Koersbal · Schermen · Schietsport · Tafeltennis · Volleybal · Worstelen · Zwemmen
Rome 1960 ·
Tokio 1964 ·
Tel Aviv 1968 ·
Heidelberg 1972 ·
Toronto 1976 ·
Arnhem 1980 ·
New York & Stoke Mandeville 1984 ·
Seoel 1988 ·
Barcelona 1992 ·
Atlanta 1996 ·
Sydney 2000 ·
Athene 2004 ·
Peking 2008 ·
Londen 2012 ·
Rio de Janeiro 2016 ·
Tokio 2020 ·
Parijs 2024 ·
Los Angeles 2028